# Casa Edison
Casa Edison foi a primeira casa gravadora no Brasil e na América do Sul, fundada em 1900 por Frederico Figner no Rio de Janeiro na Rua do Ouvidor, 107.

## História
Inicialmente apenas importava e revendia cilindros fonográficos (utilizados nos fonógrafos de Thomas Edison) e discos (utilizados nos gramofones de Emil Berliner). Porém, em 1902 lança o que é considerada a primeira música brasileira gravada no país, o lundu "Isto É Bom" do compositor Xisto Bahia na voz de Baiano. Anos mais tarde, em 1917, lançaria também o primeiro samba gravado no país, "Pelo Telefone", de autoria de Donga e Mauro de Almeida, executado também por Baiano. Desde a fundação, foi representante da Odeon Records e dos vários selos que a empresa alemã possuía. A partir de 1912, também começa a administrar a fábrica recém-aberta pela Odeon no Rio de Janeiro. Em 1926, a gravadora perderia a representação da Odeon e, no ano seguinte, passaria a gravar pelo selo Parlophone. Em 1932, sairia definitivamente da indústria fonográfica, passando a operar com máquinas de escrever, geladeiras e mimeógrafos até encerrar suas atividades em 1960.

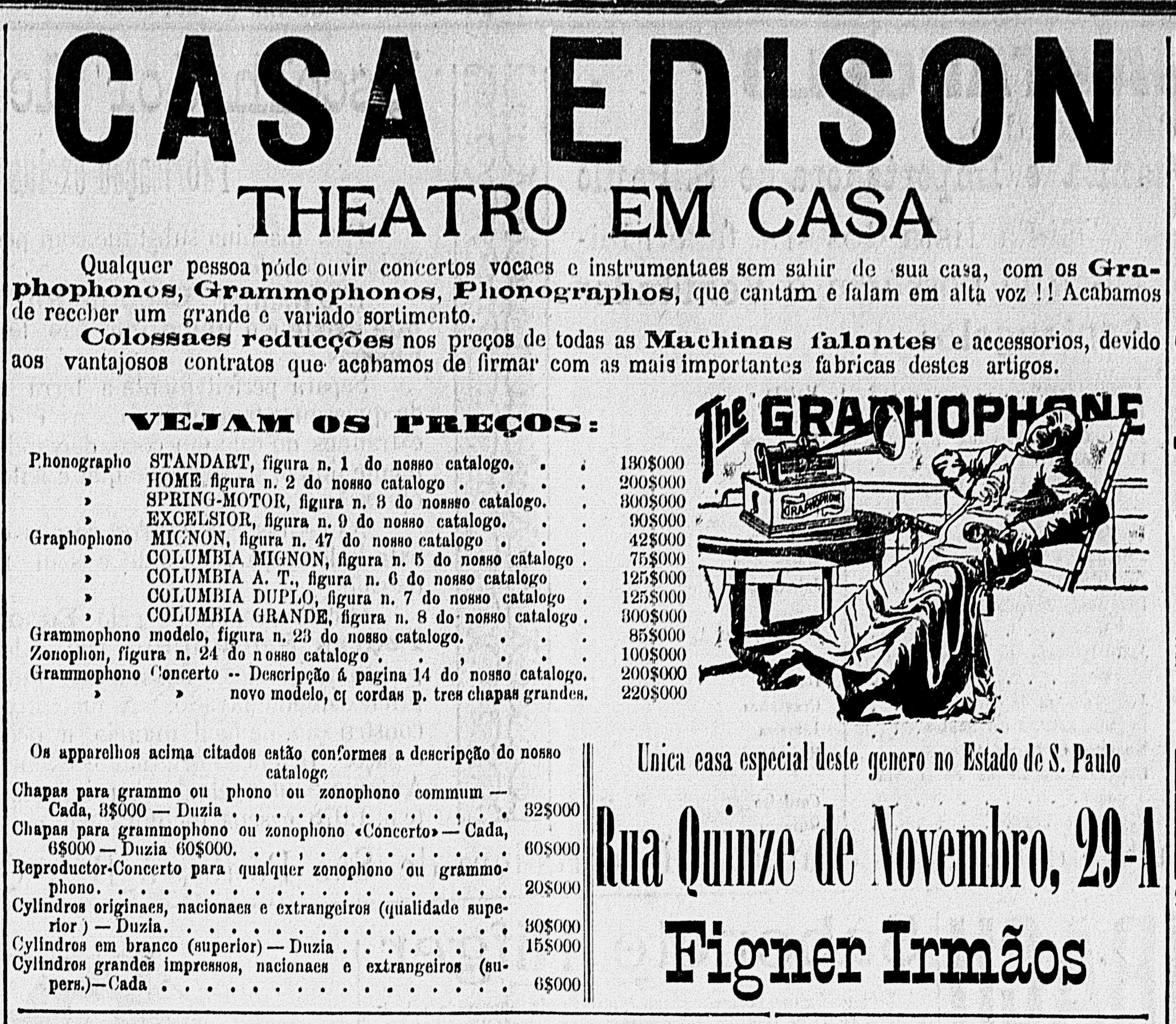
Propaganda dos Gramofones, Gramofofonos, Fonógrafos e cilindros da Casa Edison no Correio Paulistano, em 1902.

## A Banda da Casa Edson
As gravações do Hino Nacional Brasileiro, feitas em 1902 e 1903, foram importantes marcos históricos, pois representam algumas das primeiras vezes que o hino foi gravado e distribuído em formato físico. Essas gravações foram feitas em discos de 78 rpm, que eram a mídia predominante na época para gravações musicais.
Essas gravações instrumentais pela Banda da Casa Edison são notáveis não apenas pelo conteúdo, mas também pelo que representam em termos da evolução da indústria musical brasileira, mostrando o início da capacidade de registrar e preservar a música brasileira em forma gravada. A tecnologia utilizada e o fato de que uma loja comercial tomou a iniciativa de fazer essas gravações destacam a importância crescente da música gravada na vida cultural e social do Brasil naquela época.